# Csernovics Ferenc
Csernovics Ferenc (1680 – Kassa, 1736. február 4.) bölcsészdoktor, jezsuita rendi tanár.

## Élete
1700-ban Nagyszombatban lépett a rendbe; 1720–21-ben fizikát és matematikát, 1721-22-ben metafizikát és etikát, 1725-26-ban kontroverziát tanított Kolozsváron (1722) és Nagyszombatban; azután Székelyudvarhelyen volt a rendház főnöke.
1729-30-ban és 1731-32-ben Kolozsváron a főiskola rectora és kancellárja volt. Neki köszönhető az Unicornis nevű jezsuita gyógyszertár létesítése 1731-ben. Stocker Ignác hitszónokkal kérelmet nyújtottak be III. Károlyhoz, hogy a rend visszaválthassa a korábban a birtokukban levő öt falut; miután ezt a király 1732-ben jóváhagyta, meglett az anyagi fedezet az új nemesi konviktus építésének felgyorsítására.
Kolozsvár után Kassára helyezték át.

## Munkái
- Magni manes Transylvaniae principum. Claudiopoli, 1722 (bölcseletdoktori értekezés)
- Columen orbis christiani Joannes Hunniades victoriis de ottomanica potentia clarissimus, epico carmine celebratus. Tyrnaviae, 1724
- Propugnaculum reipublicae christianae religione conditum, Hungarorum fortitudine V saeculis defensum, nunc ethice adumbratum. Uo. 1724
- Propugnaculum reipublicae christianae in Hungaria iniquis casibus prdita Uo. 1725 (a két utóbbi munkát többen, igy Katona is Mindszenti Antalnak tulajdonítják)
- Epistolae heroum et heroidum Ungariae. Cassoviae, 1725 (névtelenűl)
- Ortus et progressus almae archiepiscopalis societatis Jesu universitatis Tyrnaviensis a primis illius initiis ad annum usque 1660. Tyrnaviae, 1725. és 1728, két rész (némelyek Tolvaj Imrének tulajdonítják, ki a munkát folytatta)
- Annus salutis 1730 aureus… ab illustrissima poesi Viennensi inscriptus, mense mai, die 4. Viennae (Franciscus Maister névvel)

Az Annus saecularis universitatis Tyrnaviensis… 1735. című munkát, melyet neki tulajdonítanak, Milkovics Mihály írta.